# 소년사대명포 (2015년 드라마)
《소년시대명포》(중국어: 少年四大名捕, 병음: Shào nián sì dà míng bǔ 사오녠쓰다밍부[*], The Four 더 포[*])는 중국의 텔레비전 드라마이다.

## 등장 인물
- 허청밍 (何晟铭) : 안세경 (安世耿) 역
- 장한 (张翰) : 냉혈 (冷血) 역
- 양양 (楊洋) : 무정 (無情) 역
- 천웨이팅 (陳偉霆) : 추명 (追命) 역
- 마오쯔쥔 (茅子俊) : 철수 (鐵手) 역
- 장쥔닝 (張鈞甯) : 초영설 / 초리맥 (楚映雪/楚離陌) 역
- 자칭 (贾青) : 희요화 (姬瑤花) 역
- 우잉제 (吳映潔) : 능의의 (凌依依) 역
- 황문호 (黃文豪) : 제갈정아 (諸葛正我) 역
- 진소운 : 협자 역